# 리우데자네이루나무쥐
리우데자네이루나무쥐(Phaenomys ferrugineus)는 비단털쥐과 목화쥐아과에 속하는 남아메리카 설치류의 일종이다. 브라질에서 발견된다. 리우데자네이루나무쥐속(Phaenomys)의 유일종이다.